# Nijnebakànskaia
Nijnebakànskaia - Нижнебаканская (rus) és una stanitsa del krai de Krasnodar, a Rússia. Es troba als vessants septentrionals del Caucas occidental, en una zona boscosa a la vora del riu Bakanka, afluent del riu Adagum, a 12 km al sud-oest de Krimsk i a 93 km a l'oest de Krasnodar, la capital.
Pertanyen a aquest municipi les poblacions de Gaponovski, Neberdjàievskaia i Jemtxujni.

## Història
El nom de l'stanitsa deriva del riu Bakanka, que al seu torn deriva del kan àvar Bakana, que derrotà en aquesta zona els kabardins.
El 1859 s'hi construí una fortalesa cosaca al mont Kabze, entre el riu i la fortalesa s'hi formà l'stanitsa que fou fundada oficialment l'1 de juny del 1862. Inicialment la població era de 286 persones, emigrants de les stanitses Novodjerelíievskaia, Kisliakóvskaia i Novokórsunskaia.
La vila rebé immigració grega que havia marxat de l'Imperi Otomà. Amb 400 habitants el 1882, perdé l'estatus d'stanitsa i passà al de possiólok entre el 1871 i el 1888. El 1888 acabà la construcció de la línia de ferrocarril entre Ekaterinodar i Novorossiïsk, la qual cosa accelerà l'augment de població. Entre el 1934 i el 1953 fou centre administratiu de districte. L'11 de febrer del 1958 fou ascendida al rang d'assentament de treball amb el nom de Nijnebakanski. El 2001 la població tornà a l'estatus d'stanitsa i al seu nom actual.
El 7 de juliol del 2012 la vila es veié afectada per les greus inundacions del krai de Krasnodar.